# Adolf Butenandt
Adolf Butenandt, född den 24 mars 1903 i Bremerhaven, Kejsardömet Tyskland, död den 18 januari 1995 i München, Tyskland, var en tysk biokemist. Nobelpristagare i kemi 1939. Han utsågs till maj månads kemist under kemiåret 2011.

## Utbildning och arbete
Butenandt utbildade sig först vid universitetet i Marburg och därefter vid Göttingens universitet där han fick sin doktorsgrad 1927. Därefter började han jobba först vid Göttingens universitet och sedan vid institutet för teknologi i Danzig, för att slutligen bli direktör på biokemiavdelningen vid Kaiser Wilhelm-institutet i Berlin 1936. När institutet flyttade från Berlin 1945 fick han posten som professor vid Eberhard Karls universitet i Tübingen som han behöll till 1956 då hans institut flyttades till Martinsried utanför München, till Max Planck Institute of Biochemistry som grundades det året. Även där blev han professor.
Butenandt tog över presidentskapet i Max Planck-sällskapet mellan åren 1960-72, efter Otto Hahn.

## Nobelpriset
År 1939 erhöll han Nobelpriset i kemi med motiveringen "För hans arbete med könshormoner". Priset delade han med ungraren Leopold Ruzicka.
Butenandt tvingades av nazistregeringen att tacka nej till priset, men fick mottaga medaljen och diplomet 1949 istället, dock fick han inte pengarna.

## Forskning
1929 lyckades Butenandt isolera könshormonet östron tillsammans med sin blivande fru Erika. Därefter isolerade han många fler könshormoner, till exempel androsteron, i kristalin form, som han sedan gjorde testosteron från. Han isolerade även progesteron från corpus luteum. 
Det är mycket tack vare Butenandts arbete som massproduktion av kortison numera finns.

Bombykol

Butenandt var även först med att forska inom det område som senare skulle kallas för feromoner. Hans forskargrupp lyckades genom att dissekera 500 000 nykläckta silkesfjärilshonor av arten Bombyx mori och ta ut den doftproducerande körteln i bakkroppen extrahera fram ämnet bombykol. Efter intensivt isolerings- och identifieringsarbete fick de slutligen fram 10 mg av ämnet, som var en dubbelomättad 16 kol lång alifatisk alkohol .

## Nazisttiden
Butenandt var med i nazistpartiet (medlemsnummer 3716562), som alla andra i högre befattningar, vilket han blev samma år som han blev direktör för Kaiser Wilhelm-institutet, 1936. Han utförde en hel del forskning där han ansökte medel genom att märka det som kriegswichtig ("viktigt för militärt ändamål"), vilket var det gängse sättet att göra för att lyckas få anslag under kriget till sin forskning. På detta sätt överdrev han sin forsknings betydelse för att kunna fortsätta med den typ av forskning han förespråkade: "En ren vetenskap, opartisk och oberoende av politiken." Utifrån detta perspektiv kan han inte ha varit en sann nazist, även om han erhöll Krigsförtjänstkorset 6 juni 1942. Vad som däremot talar för att han kan ha gjort en del forskning till nazisterna som kan vara oetiskt är att han vid krigsslutet förstörde institutets alla filer som var märkta Geheime Reichssache (topphemligt). Anledningen till detta kan vara att han blivit beordrad att se till att viss forskning inte kom i fiendens händer. Bortsett från det så ger de över 80 hyllmetrarna med papper och forskning av Butenandt i Max-Planck-Institutets arkiv en heltäckande beskrivning av forskaren.

## Familj
Adolf Butenandt gifte sig 1931 med Erika Ziegner, och tillsammans fick de sju barn.

## Utmärkelser
- Emil Fischer-medaljen,  1935[12]
- Fresenius-priset,  1935[13]
- Nobelpriset i kemi, med  Lavoslav Ružička,  1939[14][15]
- Krigsförtjänstkorset,  1942
- August Wilhelm von Hofmann-medaljen,  1942[16]
- Carus-priset,  1943
- Hedersdoktor vid Universität Graz,  1957[17]
- Förbundsrepubliken Tysklands förtjänstorden - stora kommendörskorset med stjärna,  1959[18]
- Pour le Mérite för vetenskap och konst,  1962[19]
- Hedersdoktor vid Universidad Complutense,  1963
- Hedersdoktor vid Wiens universitet,  1963[20]
- Förbundsrepubliken Tysklands förtjänstorden – stora kommendörskorset med stjärna och axelrem,  1964[18]
- Österrikes hederskors för vetenskap och konst,  1964[21]
- Utländsk ledamot av Royal Society,  25 april 1968[22]
- Ernst Hellmut Vits-priset,  1970
- Hedersdoktor vid Université Paris Descartes,  23 november 1972[23]
- Harnack-medaljen,  1973
- Maximiliansorden för konst och vetenskap,  1981
- Hedersmedborgare i München,  1985
- Förbundsrepubliken Tysklands förtjänstorden - storkors,  1985[18]
- Stora gyllene hedersmedaljen av Österrikiska republikens förtjänstorden,  1994[24]
- Hedersdoktor vid Gdańsks tekniska universitet,  1994[25]
- Münchens gyllene hedersmedalj
- Bayerska förtjänstorden
- Hedersmedborgare i München

[Redigera Wikidata]